# Academia Pernambucana de Música
A Academia Pernambucana de Música foi criada em 22 de novembro de 1985 por Leny de Amorim Silva, compositora, regente, pianista e escritora pernambucana.

## Acadêmicos
1. Leny de Amorim Silva
2. Renato Phaelante da Câmara[3]
3. Getúlio Cavalcanti
4. Andréia da Costa Carvalho
5. Manoel Agostinho da Silva [4]
6. José Gomes Sobrinho
7. Cirinéia Amaral
8. Esther Seixas Doca
9. Clóvis Pereira
10. Geraldo José Vital
11. Geraldo José dos Santos
12. Rogério Gonçalves [5]
13. José Ursicino da Silva (Maestro Duda)
14. João Emiliano de Araújo
15. Luiz Guimarães Gomes de Sá[6]
16. Francisco Amâncio da Silva (Maestro Forró)[7][8]
17. Lucia Couto
18. Besa Barkokebas
19. Moisés da Paixão
20. Jussiara Albuquerque C. Oliveira
21. Reinaldo de Oliveira
22. Salatiel de Barros Oliveira
23. Sérgio Campelo
24. Ieda Arcoverde Lucena
25. João Batista de Coimbra Silva Barbosa (Maestro Coimbra)[9]
26. Carmem Lúcia Fontes Amorim
27. Jairo Vaz de Oliveira
28. Flávio Gomes Tenório de Medeiros
29. Marco César de Oliveira Brito
30. Egerton Verçosa Amaral (Beto d'Ora)